# James Noah
James Noah (Perry (Iowa), 1 maart 1935) is een Amerikaanse acteur.

## Biografie
Noah begon in 1963 met acteren in de televisieserie The Great Adventure, hierna heeft hij meerdere rollen gespeeld in films en televisieseries.

## Filmografie

### Films
- 2007 My Wife and My Dead Wife - als barkeeper
- 2005 Factotum – als Vader van Hank
- 2002 Enough – als Mr. Hiller
- 1999 Lansky – als Rechter
- 1999 Guinevere – als Oude man in café
- 1998 Legalese – als Kanaal 6 Omroeper
- 1997 The Killing Jar – als Robert Sanford
- 1996 Black Sheep – als Burgemeester
- 1994 Cosmic Slop – als Secretaris
- 1993 Sliver – als Portier
- 1991 The Grapes of Wrath – als Oom John
- 1986 Running Scared – als Priester
- 1986 Vital Signs – als Anesthesioloog
- 1964 Della – als Chris Stafford

### Televisieseries
Uitgezonderd eenmalige gastrollen.
- 1994 NYPD Blue – als Brigham – televisieserie (3 afl)
- 1966 Bonanza – als Sykes – televisieserie (2 afl)
- 1964 Lassie – als Tom Baldwin – televisieserie (2 afl)